# Пестряково (Смиркинська сільрада)
Пестряково (рос. Пестряково) — присілок в Городецькому районі Нижньогородської області Російської Федерації.
Населення становить 0 осіб. Входить до складу муніципального утворення Смиркинська сільрада.

## Історія
Від 2009 року входить до складу муніципального утворення Смиркинська сільрада.

## Населення
| 2002 | 2010 |
| ---- | ---- |
| 5    | ↘0   |